# Geometría molecular piramidal pentagonal

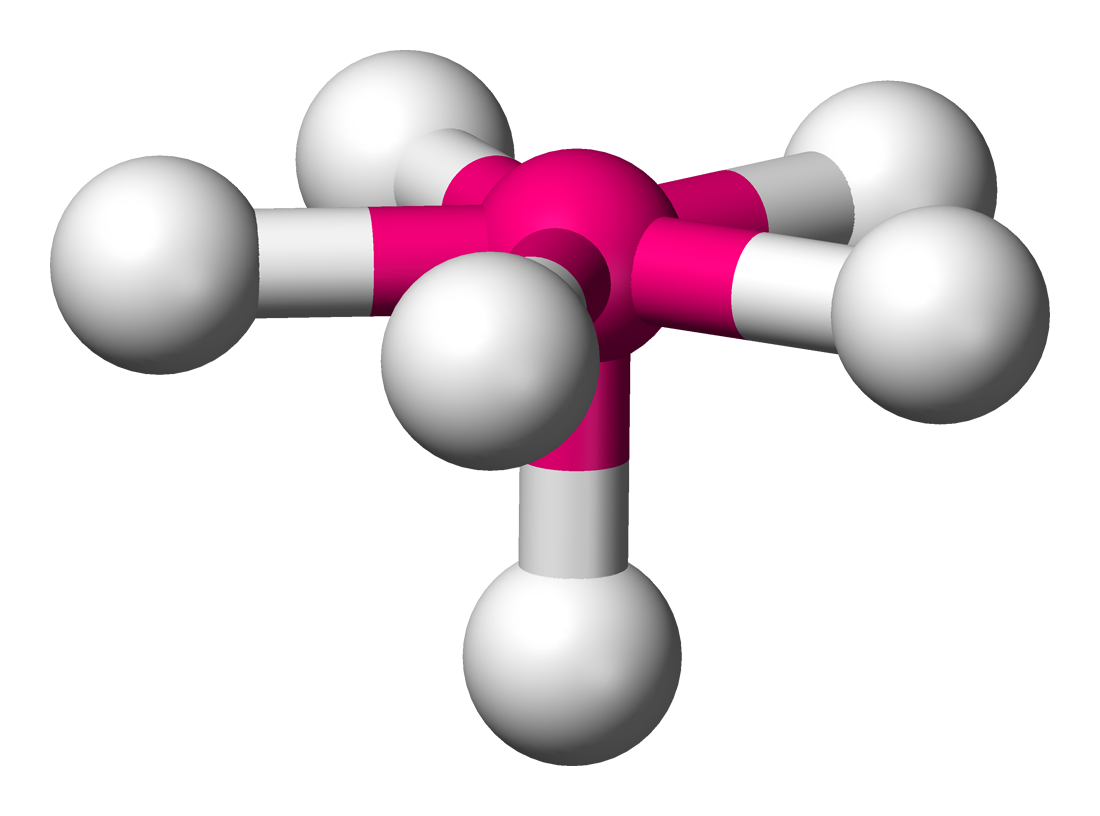
Estructura idealizada de un compuesto de coordinación con una geometría molecular piramidal pentagonal.

En química, la geometría molecular piramidal pentagonal describe la geometría molecular o forma de ciertos compuestos químicos en los que seis átomos o grupos de átomos o ligandos se organizan alrededor de un átomo central, en los vértices de una pirámide pentagonal. Es uno de los pocos casos de geometría molecular con ángulos de enlace desiguales.

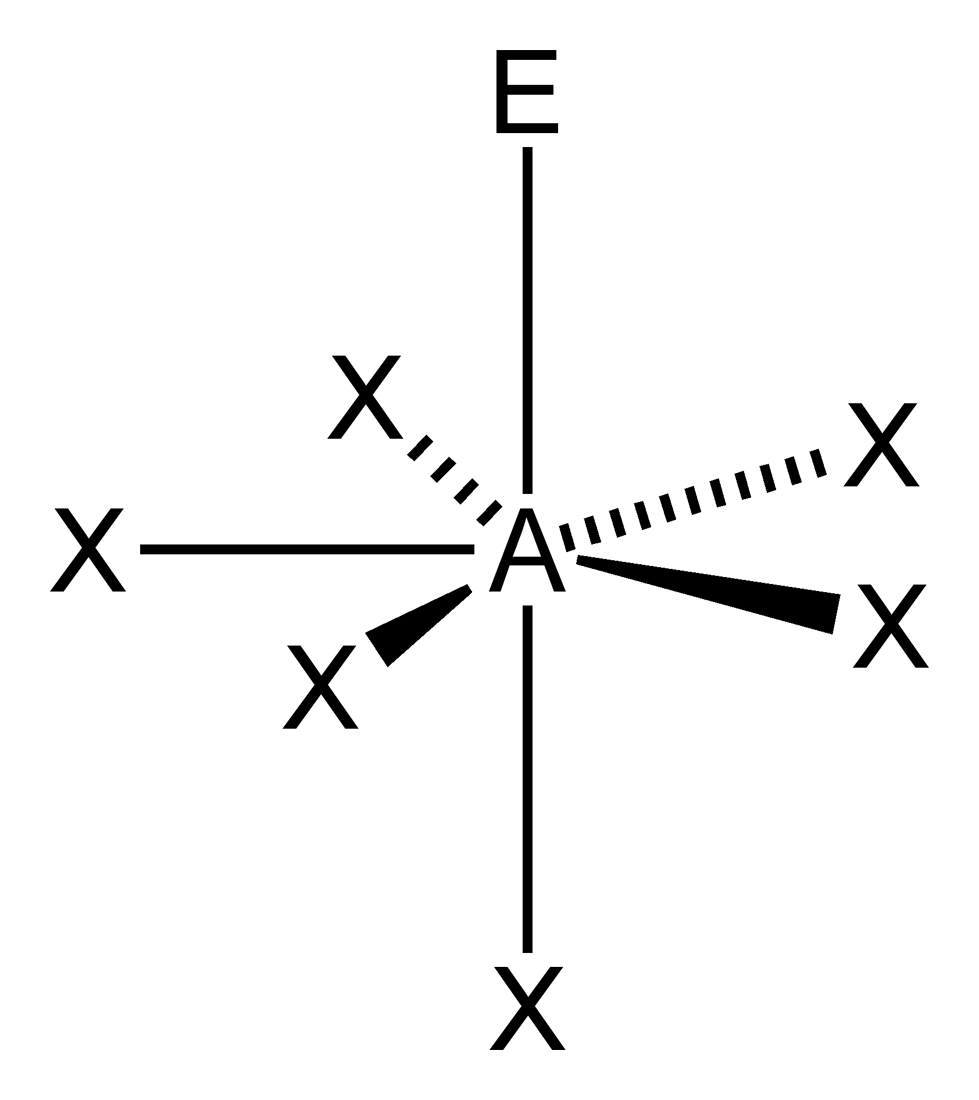

## Ejemplos
Estos compuestos pertenecen a la clase AX6E1 según la teoría de repulsión de pares de electrones de la capa de valencia (RPECV). Entre los compuestos que muestran esta geometría se encuentran los aniones:
- XeOF5-
- IOF52-